# 유립
양왕 유립(梁王 劉立, ? ~ 3년)은 중국 전한의 황족 · 제후왕으로, 양왕이다. 양강왕 유가의 아들이다.

## 생애
아버지가 양강왕 15년(기원전 25년)에 죽자 그 뒤를 이어 양왕이 됐다.
추은령에 따라 양왕 입 10년(기원전 15년)에 작은아버지 유현에게 기향을, 11년(기원전 14년)에 동생 유봉에게 곡향 총 2후국을 양나라에서 나눠주었다.
홍가 연간(기원전 20년 ~ 기원전 17년), 양나라 태부 보(輔)가 상주해 유립이 법을 자주 어기고 신하들의 간언을 막으니 밭 갈지 못하게 하고 법가(法駕)를 타고 궁을 나서지 못하게 하는 등 행동의 제약을 가하자고 해, 성제의 윤허를 받았다. 그러나 유립은 관리들을 자주 때리고 멋대로 출궁해, 다시 부상(傅相) 연(連)이 상주했고 이번에는 양나라 봉토에서 천 호 혹은 5천 호를 삭감했다.
또 고모, 그러니까 양강왕의 여동생 원자(園子)는 유립의 장인의 아우 임보(任寶)에게 시집갔는데, 유립은 임보와 자주 먹고 마시다가 임보에게 자신이 원자를 좋아하니 달라고 했다. 임보는 거절했으나 유립은 이를 듣지 않고 결국 원자와 간통했다. 영시 연간(기원전 16년 ~ 기원전 13년)에 양나라 재상 우(禹)가 유립이 외가를 자주 원망하여 악담을 한다고 상주했는데, 조사 결과 유립의 짐승 같은 행위가 드러나 유립을 주살하라는 청이 들어왔다. 그러나 태중대부 곡영이 상소를 올려 처벌을 반대했고, 성제도 이를 옳게 생각해 처벌하지 않았다.
원연 연간(기원전 12년 ~ 기원전 9년)에는 양나라 재상의 연(掾)과 수양승(睢陽丞)에게 원한이 생겨 종을 시켜 죽이고 입막음을 위해 그 종도 죽였으며, 다섯 명을 다치게 했으며, 낭리 21명을 두들겨 팼다. 이 때문에 다시 유립을 주살하라는 청이 들어왔으나, 성제는 차마 그러지 못하고 양나라의 다섯 현을 깎았다.
애제가 즉위하고 건평 연간(기원전 6년 ~ 기원전 3년)에 유립은 또 사람을 죽였다. 애제는 정위 방상·대홍려 필유에게 부절을 들고 가게 해 신문하게 하였다. 방상 등은 양나라의 부(傅)·상·중위에게 가서 유립이 잘못을 고치지 않고 병을 칭탈하며 조사에도 불응하니, 승상을 시켜서 양나라 왕의 인수를 거두고 인근 진류의 옥으로 보내 조사할 것이며, 양나라의 부와 상 이하도 양나라 왕을 올바로 지도하지 않았으니 법대로 다스릴 것이라고 하였다. 그러자 유립은 두려워하며 관을 벗고 아뢰었다.
| “ | 이 입(立)은 어려서 부모를 잃고, 외롭고 약하여 깊은 궁중에 있으면서 홀로 환관과 비첩들 사이에 거하며 점차 소국의 속됨에 물들었고, 거기에다 성질이 어리석어 잘못에서 옮길 수 없었습니다. 오는 부와 상도 어짊으로 이 입을 보필함에 순전하지 않았고, 대신들은 항상 가혹하게 탄핵했으며, 작고 은밀한 것까지 알렸습니다. 참소하는 신하가 그 가운데 있고 좌우에서는 농간하며 위아래에 불화를 쌓게 하며 거듭 보며 염탐해, 궁전의 깊은 속은 호리와 같은 과실이라도 드러나고 알려지지 않은 것이 없었습니다. 마땅히 거듭 주살돼 해내에 보여져야 합니다만 거듭 성은을 입어 사함을 받아왔습니다. 이번에 이 입이 중랑 조장(曹將)을 적살한 것은 스스로 잘 압니다만, 겨울 나날이 끝나가 삶을 바라고 죽을 것을 두려워했으니 병을 칭탈하고 있던 것은 혹시나 요행으로 잠깐의 시간을 넘기기를 바란 것입니다. 그러나 이렇게 대하게 됐으니, 엎드려 죽기를 바랍니다. | ” |

마침 겨울이 끝나고, 봄의 대사면이 돌아와 처벌을 면했다.
원시 중, 평제의 외가인 중산 위씨(䘙氏)와 모의한 것이 드러나 원시 3년(3년)에 신도후 왕망에 의해서 봉국을 빼앗기고 폐서인이 돼 한중으로 옮겨가는 도중 자살했다. 재위 27년 만의 일이었다. 신나라 말기에 한때 황제를 일컬은 양왕 유영은 유립의 아들이다.